# Proterato rehderi
Hespererato rehderi là một loài ốc biển nhỏ, một động vật thân mềm chân bụng sống ở biển trong họ Eratoidae.

## Mô tả
Vỏ phát triển đến chiều dài 1,6 mm.

## Phân bố
Loài này xuất hiện ở Thái Bình Dương ngoài khơi Đảo Phục Sinh.